# Währungskrise
Eine Währungskrise besteht, wenn der Außenwert einer Währung nicht mehr gehalten werden kann. Das Ergebnis ist eine plötzliche starke Abwertung einer Währung bzw. das ungewollte Aufgeben eines festen Wechselkurses. Zum Ausbruch einer Währungskrise kommt es, wenn Finanzmarktakteure aus der Währung aussteigen (Zunahme der Kapitalabflüsse) und Kredite nicht mehr verlängern (Abnahme der Kapitalzuflüsse). Aufgrund der Unsicherheit über die wirtschaftlich Entwicklung in Verbindung mit einer Kreditklemme mündet eine Währungskrise häufig in eine Finanz- und Wirtschaftskrise.
Akteure (zum Beispiel die Regierung des jeweiligen Landes und/oder der IWF) können versuchen, durch Währungspolitik und/oder Wirtschaftspolitik die Währungskrise zu bekämpfen. Die Zentralbank bekämpft eine Währungskrise mit einer restriktiven Geldpolitik.

## Gründe
Die Gründe für eine Währungskrise können in schlechten makroökonomischen Fundamentaldaten liegen (z. B. Überschuldung des Staates), so dass ein fester Wechselkurs drastisch überbewertet ist. Die Anleger erwarten langfristig eine Korrektur des Paritätskurses und bringen mit ihrer „Spekulation gegen die Währung“ die Krise zum Ausbruch. Das bedeutet, dass sie die unsichere Währung meiden und in sicherere Währungen oder in Sachwerte investieren („Kapitalflucht“), weil sie eine Abwertung erwarten. Ebendies kann die tatsächliche Abwertung auslösen. Self-fulfilling prophecy (sich selbst erfüllende Erwartung) ist möglich – auch dann, wenn eine Erwartung nicht oder nur teilweise auf makroökonomischen Fundamentaldaten basiert.
Eine Bankenkrise kann eine Flucht aus einer Währung auslösen.

## Beispiele
Beispiele sind die Dollarkrise 1971, die so genannte „Tequila-Krise“ in Mexiko 1994, die Asienkrise 1997 oder die Brasilienkrise 1999.
George Soros spekulierte 1992 erfolgreich gegen das Britische Pfund. Der Britischen Zentralbank gelang es – obwohl sie entschlossene Maßnahmen ergriff – nicht, den von ihr verkündeten festen Wechselkurs gegenüber anderen führenden Währungen zu verteidigen; sie gab bekannt, den Pfundkurs freizugeben (= frei „floaten“ zu lassen).

## Währungskrisenmodelle
Es werden drei verschiedene Ansätze zur Erklärung von Währungskrisen unterschieden. Diese drei konkurrieren nicht miteinander, sondern sollen unterschiedliche Situationen erklären.

### Modelle der ersten Generation
Vor dem Hintergrund der lateinamerikanischen Schuldenkrise entwarf Paul Krugman 1979 ein erstes Modell von Währungskrisen, das 1985 von Robert Flood und Peter Garber weiterentwickelt wurde. Die Krise entsteht demnach aufgrund der Unvereinbarkeit einer expansiven Fiskalpolitik und einer expansiven Geldpolitik mit einer festen Wechselkursbindung. (Im Falle der lateinamerikanischen Schuldenkrise waren viele Südamerikanische Währungen an den Wert des Dollar gebunden gewesen.) Der Anstieg der Geldmenge und hohe Budgetdefizite führten zu hohen Inflationsraten. Die feste Wechselkursbindung verhinderte eine natürliche Wechselkurskorrektur (Abwertung). Der zu hohe Wechselkurs verursachte anhaltende Leistungsbilanzdefizite und folglich Währungsreserveverluste (Leistungsbilanzkrise). Zur Stützung des unnatürlichen Wechselkurses mussten die Zentralbanken Devisenreserven verkaufen. Wenn die Devisenreserven zur Neige gehen, sind die Zentralbanken gezwungen den Wechselkurs freizugeben, dies verursacht eine plötzliche massive Abwertung der heimischen Währung.

### Modelle der zweiten Generation (Dilemmamodelle)
Modelle der zweiten Generation unterscheiden sich von denen der ersten Generation durch die Erkenntnis, dass Währungskrisen nicht zwangsläufig durch ungünstige makroökonomische Fundamentaldaten (unsolide Geld- und Fiskalpolitik) verursacht werden, sondern auch durch ein Dilemma entstehen können. Die Modelle entstanden vor dem Hintergrund der EWS-Krise von 1992 bis 1993. Diese Krise war ein Paradebeispiel dafür, dass die Verteidigung eines Wechselkursziels mittels hoher Zinssätze zunehmend wirtschaftspolitisch unerwünscht werden kann. Hier hatte die Deutsche Bundesbank die Leitzinssätze erhöht, um die Inflation während des Vereinigungsbooms zu dämpfen. Da die EWS ein System von Wechselkursbandbreiten vorsah, waren die anderen EWS-Staaten gezwungen entweder die eigene Währung gegenüber der D-Mark abzuwerten, oder aber durch eigene Zinserhöhungen den Währungskurs zu stabilisieren, dadurch aber Wachstums- und Beschäftigungseinbußen im eigenen Land zu verursachen.
Die Ursachenzusammenhänge erklärten Barry Eichengreen/Rose/Wyplosz (1995), Paul Krugman (1995) und Maurice Obstfeld (1995) damit, dass eine Abwertungserwartung besteht. Dies führt dazu, dass Spekulanten und Anleger Kapital abziehen. Hierdurch verschlechtert sich die Wachstums- und Beschäftigungssituation, es entsteht Bedarf für eine expansive Geldpolitik. Eine expansive Geldpolitik wiederum erhöht die Wahrscheinlichkeit einer Währungsabwertung. Sobald die Finanzmarktakteure der Ansicht sind, dass für die Regierung bzw. Zentralbank die wirtschaftspolitischen Vorteile einer Währungsabwertung die Vorteile einer Verteidigung des Währungskurses (Reputation) überwiegen, beginnen spekulative Attacken gegen die Währung. Zur Abwehr solcher Attacken muss die Währung durch Zinserhöhungen gestützt werden, was den Rückgang von Wirtschaftswachstum und Beschäftigung noch verschärft.
Eine solche Währungskrise kann bereits durch sich selbst erfüllende Erwartungen, Herdenverhalten und Ansteckungseffekte verursacht werden. So sind Attacken auf die Währung wesentlich unwahrscheinlicher, wenn die Zentralbank des Landes in der Vergangenheit eine stabilitätsorientierte Politik betrieben hat. Allerdings ist es durchaus möglich, dass durch exogene Schocks wie z. B. eine Bankenkrise es zu einer Veränderung der Inflations- und Abwertungserwartungen kommt. Ein Herdenverhalten wird dadurch in Gang gesetzt, dass sich schlecht informierte Anleger in einem guten wirtschaftlichen Umfeld vom pessimistischen Verhalten einzelner Anleger anstecken lassen. Der Ansteckungseffekt sorgt dafür, dass Länder mit ähnlichen Merkmalen in Mitleidenschaft gezogen und andere Fundamentalfaktoren nicht weiter berücksichtigt werden.

### Modelle der dritten Generation
Die Währungskrisen der 1990er Jahre (Tequila-Krise, Asienkrise, Argentinien-Krise) konnten durch die Modelle der ersten und zweiten Generation nicht erklärt werden. Es lagen weder ungünstige makroökonomische Fundamentaldaten noch politisches Fehlverhalten vor. Es entstand der Verdacht, dass auch unbegründete Abwertungserwartungen in der Lage sind, eine Kettenreaktion von Misstrauen und Kapitalflucht zu verursachen. Im Falle der Tequila-Krise könnte die insgesamt relativ hohe Auslandsverschuldung von Wirtschaft und Staat dadurch zum Problem geworden sein, dass die Verschuldung überwiegend aus kurzfristigen Krediten bestand. Aufkeimendes Misstrauen an der Bonität führte hier zu stark ansteigenden Kosten für eine Anschlussfinanzierung, was wiederum viele – größtenteils gesunde – Unternehmen in große Schwierigkeiten brachte. Als maßgebliche Ursache der Asien-Krise gelten stark überzogene Erwartungen an das Wirtschaftswachstum und folglich der Rendite von Investitionen. Die Wechselkursbindung vieler asiatischer Währungen an den Dollar hat bei ausländischen Investoren vorübergehend die Illusion eines geringen Währungsrisikos geweckt. Zunächst wurde viel ausländisches Kapital in Asien investiert, dann kam es zu einer plötzlichen Umkehr der Kapitalströme als panikartig Kapital aus Asien abgezogen wurde (Zahlungsbilanzkrise). Eine Ursache war wohl auch, dass schwach regulierte asiatische Banken die auf vermeintliche staatliche Garantien gestützte billige Kredite für unrentable Projekte vergaben. Besonders auffällig war der Zusammenhang von Banken- und Währungskrisen. So kann eine Bankenkrise genauso gut Vorläufer einer Währungskrise sein wie umgekehrt. Als Modellvarianten fand eine Unterscheidung zwischen Bank-Run-, Moral-Hazard- und Balance-Sheet-Modellen statt.
Modelle der dritten Generation versuchen dem Umstand Rechnung zu tragen, dass es sich bei Finanzkrisen nicht nur um Währungskrisen handelt, sondern gleichzeitig beziehungsweise unmittelbar darauf folgend auch um Wirtschaftskrisen beziehungsweise Finanzmarktkrisen handelt. Diese Modelle werden in der englischsprachigen Literatur unter dem Begriff „twin crises“ zusammengefasst. Hierbei werden insbesondere die Rolle von Leistungsbilanzdefiziten, staatlichen Garantien für Banken (auch indirekt über das Moral-Hazard-Problem) und schwache Finanzmarktstrukturen in Verbindung mit Währungskrisen gesetzt.
Giancarlo Corsetti, Paolo Pesenti, Nouriel Roubini veröffentlichten 1999 ein Modell, welches basierend auf dem Moral-Hazard-Problem die Finanzmarkt- und Währungskrise in Asien makroökonomisch darzustellen versucht. Unter dem Moral-Hazard-Problem versteht man, dass ein indirektes staatliches Bürgschaftssystem für schwach regulierte und kontrollierte private Finanzinstitutionen einen Anreiz bietet, sich in exzessiven, riskanten Investitionen zu engagieren.